# Анаи, Такамаса
Такама́са Ана́и (яп. 穴井 隆将, 5 августа 1984, Оита) — японский дзюдоист полутяжёлой весовой категории, выступал за сборную Японии в середине 2000-х — начале 2010-х годов. Участник летних Олимпийских игр в Лондоне, чемпион мира, серебряный призёр Азиатских игр, чемпион Азии, чемпион Универсиады в Бангкоке, победитель многих турниров национального и международного значения.

## Биография
Такамаса Анаи родился 5 августа 1984 года в городе Оита одноимённой префектуры. Активно заниматься дзюдо начал в возрасте пяти лет, затем продолжил подготовку во время учёбы в Университете Тэнри, состоял в университетском клубе дзюдо, где, в частности, тренировался под руководством известного специалиста Синъити Синохары, двукратного чемпиона мира, серебряного призёра Олимпийских игр.
Первого серьёзного успеха на взрослом международном уровне добился в 2005 году, когда попал в основной состав японской национальной сборной и побывал на чемпионате Азии в Ташкенте, откуда привёз награду бронзового достоинства, выигранную в зачёте полутяжёлого веса. Два года спустя, будучи студентом, отправился представлять страну на летней Универсиаде в Бангкоке, взял верх здесь над всеми своими оппонентами и завоевал тем самым золотую медаль. Кроме того, в сезоне 2007 года успешно выступил на азиатском первенстве в Эль-Кувейте, где тоже был лучшим в своём весовом дивизионе.
В 2009 году Анаи стал чемпионом Японии и на чемпионате мира в Роттердаме выиграл в полутяжёлом весе бронзовую медаль — на стадии четвертьфиналов потерпел единственное поражение от азербайджанца Эльмара Гасымова. В следующем сезоне одержал победу на домашнем мировом первенстве в Токио, одолев в решающем поединке чемпиона Европы голландца Хенка Грола, и взял серебро на Азиатских играх в Гуанчжоу, где победил в полутяжёлой весовой категории всех своих соперников кроме корейца Хван Хи Тэ.
Благодаря череде удачных выступлений Такамаса Анаи удостоился права защищать честь страны на летних Олимпийских играх 2012 года в Сиднее. Тем не менее, попасть здесь в число призёров не смог: в стартовом поединке прошёл британца Джеймса Остина, но затем потерпел поражение от чешского дзюдоиста Лукаша Крпалека, которого ранее на предыдущих турнирах трижды побеждал. Вскоре по окончании этих соревнований, не добившись успеха на чемпионате Японии 2013 года, принял решение завершить карьеру профессионального спортсмена, уступив место в сборной молодым японским дзюдоистам.